# Bernard Chamblet
Bernard Chamblet est une série de bande dessinée du Français Étienne Le Rallic publiée dans l'hebdomadaire belge Wrill de novembre 1945 à mai 1949.
Bernard Chamblet est un jeune bourgeois vivant dans une colonie française du Maghreb. Lorsque la Seconde Guerre mondiale débute, il devient Résistant, est fait prisonnier de guerre, puis s'engage au Viet Nam après 1945. 
Cette « saga patriotique » est interrompue en cours de cinquième épisode par l'arrêt de Wrill alors que Chamblet a quitté l'Asie pour les Caraïbes.

## Publications

### Périodiques
- Bernard Chamblet, dans Wrill :

1. La Tourmente, 1945-46.
2. Dans le maquis, 1946-47.
3. À la Libération, 1947-48.
4. En mission au pays jaune, 1948-49.
5. Le Corsaire des îles Sous-le-Vent, 1949. Inachevé.

### Albums
- Bernard Chamblet, Chargor-Gordine :

1. Bernard Chamblet dans la tourmente, 1946.
2. Bernard Chamblet dans le maquis, 1947.
3. Bernard Chamblet à la Libération, 1948.
4. Bernard Chamblet en mission au pays jaune, 1949.